# ماريا لوسيا روزنبرغ
ماريا لوسيا روزنبرغ (بالدنماركية: Maria Lucia Rosenberg)‏ هي مغنية وممثلة دانمركية، ولدت في 9 فبراير 1984 بكوبنهاغن في الدنمارك.

## وصلات خارجية
- ماريا لوسيا روزنبرغ على موقع IMDb (الإنجليزية)
- ماريا لوسيا روزنبرغ على موقع ميوزك برينز (الإنجليزية)
- ماريا لوسيا روزنبرغ على موقع أول ميوزيك (الإنجليزية)
- ماريا لوسيا روزنبرغ على موقع ديسكوغز (الإنجليزية)
- ماريا لوسيا روزنبرغ على موقع ديسكوغز (الإنجليزية)
- ماريا لوسيا روزنبرغ على موقع قاعدة بيانات الفيلم (الإنجليزية)